# Carence (botanique)
Pour les articles homonymes, voir Carence.
En botanique, la carence (du latin carere, manquer), appelée aussi carence nutritionnelle, désigne en physiologie l'absence ou l'apport insuffisant d'une ou de plusieurs substances nécessaires à la croissance et à l'équilibre d'un organisme animal ou végétal.

## Types de carences
- La carence primaire : elle s'explique par la déficience d'un ou plusieurs éléments nutritifs du sol.
- La carence induite  : l'élément nutritif en cause est présent dans le sol, mais son assimilation par la plante est contrariée, soit le plus souvent par un blocage dû à un pH défavorable, soit, plus rarement, à la suite d'un déséquilibre entre des éléments minéraux.
- Organiques. Par exemple, une trop forte fumure phosphatée peut entraîner un blocage du zinc.

La carence peut aussi provenir d'un excès de fertilisant, ce qui peut entraîner une perturbation des mécanismes physiologiques de la plante.

## Symptômes d'une maladie de carence
- Des anomalies dans la coloration des feuilles.
- La nécrose de certains tissus, feuilles, bourgeons, tiges, écorces, etc.
- Un ralentissement de la croissance.
- Une baisse du rendement de la culture (espèces cultivées).

## Traitements
- Les carences en éléments principaux (azote, phosphore, potassium, magnésium) sont peu courantes en zone tempérée. Ce sont des troubles de la nutrition minérale qui peuvent s'observer au moment des fortes croissances du printemps (« faim d'azote » des céréales qui présentent un jaunissement caractéristique). Une fumure adaptée permet d'y remédier. Par contre, les sols tropicaux, souvent pauvres, induisent fréquemment des carences marquées en éléments majeurs (sauf sur les sols jeunes d'origine volcanique ou les sols tourbeux).

- Les carences (primaires ou induites) en oligo-éléments sont plus fréquentes. On y remédie notamment par des apports au sol ou des pulvérisations foliaires, une fois l'élément responsable identifié. Dans la plupart des cas, la cause n'est pas la déficience d'un seul élément. L'observation directe sur le terrain fournit au moins autant de réponses (et d'interrogations) que les analyses.

- - Au sol, le traitement des carences induites nécessite quelquefois une modification du pH par chaulage (cas typique de la carence en molybdène). On peut aussi traiter par des apports d'oligo-éléments sous une forme organique (naturelle ou de synthèse), moins sujette que les sels minéraux équivalents à un blocage par le sol. On fait souvent appel, pour cela, à des agents « chélatants », qui réagissent (en usine) avec les oligo-éléments en formant des chélates (de fer, de cuivre, de bore, de zinc, etc.). Ces chélates sont assez stables, au sol, et leur évolution vers une forme insoluble (donc, inassimilable par les racines) est plus ou moins lente, en fonction de l'agent chélatant de départ, du pH du sol, de la luminosité etc.

Cette technique a ses limites et pour le manganèse, par exemple, il n'existe pas, à l'heure actuelle, de « chélate » stable dans les sols alcalins (calcaires). On peut donc être amené à faire les corrections par voie foliaire.
- - Par voie foliaire, les apports correctifs peuvent se faire par pulvérisation de solution de sels solubles (chlorures, sulfates, nitrates), ou de chélates (DTPA, HEDTA, EDTA, etc.) du ou des éléments nécessaires. Les quantités apportées seront moindres que par le sol et plusieurs traitements sont nécessaires, dans la plupart des cas. Les traitements devront se faire à un moment où les feuilles resteront mouillées assez longtemps, pour améliorer la pénétration. Les corrections intervenant au début des manifestations de carences sont plus efficaces, car mieux assimilées, et permettent, le plus souvent, de mener les récoltes à leur maturité.

- Autres moyens de lutte

Dans certains cas, comme pour la chlorose ferrique due à un blocage du fer en sols calcaires, la meilleure parade (précaution) possible actuelle consiste à choisir des porte-greffes résistants. Ce choix devrait se faire après plusieurs analyses dans la parcelle à planter, bien réparties, bien prélevées, et soigneusement interprétées.